# 27141 Krystleleung
27141 Krystleleung este un asteroid din centura principală de asteroizi.

## Descriere
27141 Krystleleung este un asteroid din centura principală de asteroizi. A fost descoperit pe 14 decembrie 1998 la Socorro, New Mexico, în cadrul proiectului LINEAR. Asteroidul prezintă o orbită caracterizată de o semiaxă mare de 2,46 ua, o excentricitate de 0,15 și o înclinație de 7,4° în raport cu ecliptica.